# Libertarianz
Libertarianz fou un partit polític llibertari neozelandès.
L'objectivisme, teoria filosòfica d'Ayn Rand, va tenir gran influència amb el partit. El seu eslògan traduït de l'anglès era: Més llibertat, menys govern. El nom del partit provenia de la paraula anglesa «libertarian» (llibertari) amb el sufix -nz provenint de les inicials de Nova Zelanda.
En les eleccions de 2011 Libertarianz va rebre 1.595 vots, el 0,07%.
El 29 de gener de 2014 van demanar la baixa del registre, mentre el seu president aconsellava recolzar en endavant l'ACT.

## Resultats electorals
| Any  | Vots                             | %                                | Escons                           |                                  |
| ---- | -------------------------------- | -------------------------------- | -------------------------------- | -------------------------------- |
| 1996 | 671                              | 0,03%                            | 0                                |                                  |
| 1999 | 5.949                            | 0,29%                            | 0                                |                                  |
| 2002 | No participaren en les eleccions | No participaren en les eleccions | No participaren en les eleccions | No participaren en les eleccions |
| 2005 | 946                              | 0,04%                            | 0                                |                                  |
| 2008 | 1.176                            | 0,05%                            | 0                                |                                  |
| 2011 | 1.595                            | 0,07%                            | 0                                |                                  |